# Basuki Tjahaja Purnama
Basuki Tjahaja Purnama (čínsky v českém přepisu Čang Wan-süe, pchin-jinem Zhōng Wànxué, znaky 鍾萬學, * 29. června 1966) je indonéský politik, v letech 2014–2017 guvernér Jakarty. Patří k čínské menšině v Indonésii a ke křesťanské menšině v Indonésii. Z hlediska Jakarty byl historicky prvním guvernérem čínského původu a druhým guvernérem křesťanského vyznání po Henkovi Ngantungovi. Používá přezdívku Ahok mající svůj původ v hakkštině.
Do úřadu guvernéra se dostal z pozice viceguvernéra. Ve volbách v roce 2012 kandidoval jako dvojka k Joko Widodovi a když vyhráli, stal se Joko Widodo guvernérem a Purnama viceguvernérem. Joko Widodo později úspěšně kandidoval v prezidentských volbách v roce 2014 a po svém vítězství opustil funkci jakartského guvernéra, čímž se stal guvernérem stal Purnama. V přímé volbě guvernéra v roce 2017 ale funkci neobhájil, byť vyhrál v první kole, protože v druhém kole jej porazil Anies Baswedan.
Ještě předtím, než mu skončilo funkční období, navíc přišel o funkci, když jej soud 9. května 2017 odsoudil na dva roky k trestu odnětí svobody za rouhání v souvislosti s tím, jak citoval Korán 27. září 2016.